# 神岡町立森茂小中学校
神岡町立森茂小中学校（かみおかちょうりつ もりもしょうちゅうがっこう）は、かつて岐阜県吉城郡神岡町（現・飛騨市）に存在した公立小中学校。

## 概要
- 神岡町東部の森茂・伊西（旧・吉城郡阿曽布村）が校区であった。1982年、下之本小中学校と統合し、山之村小中学校の新設により廃校。
- 体育館は1982年12月まで山之村小中学校の体育館として使用された。

## 沿革
- 1881年（明治14年） - 神岡村の森茂地区と伊西地区が山之村学校から離脱し、山之村支校を開校する。
- 1884年（明治17年） - 公立森茂学校に改称する。
- 1889年（明治22年）4月 - 森茂尋常小学校に改称する。
- 1889年（明治22年）7月1日 - 神岡村が3分割され、釜崎・吉田・東雲・小萱・丸山・野首・阿曽保・数河・石神・麻生野・殿・和佐保・伊西・森茂・岩井谷・下之本・瀬戸・和佐府・打保で阿曽布村が発足。森茂尋常小学校は阿曽布村の学校となる。
- 1893年（明治26年） - 下之本尋常小学校と森茂尋常小学校が統合され、山之村尋常小学校となる。
- 1911年（明治44年） - 山之村尋常小学校が下之本尋常小学校と森茂尋常小学校に分立する。阿曽布村大字森茂に校舎が完成。
- 1941年（昭和16年）4月1日 - 森茂国民学校に改称する。
- 1947年（昭和22年）4月1日 - 阿曽布村立森茂小中学校に改称する。
- 1950年（昭和25年）
  - 6月10日 - 船津町、袖川村、阿曽布村が合併し、神岡町が発足。同時に神岡町立森茂小学校に改称する。
  - 10月 - 校舎（中学校校舎）を増築。
- 1960年（昭和35年） - 体育館が完成。
- 1982年（昭和57年）3月 - 下之本小中学校と統合し、山之村小中学校の新設により廃校。